# De Tomaso Zonda
Der De Tomaso Zonda war ein Sportwagen des italienischen Automobilherstellers de Tomaso, der 1971 als Prototyp vorgestellt wurde. Er war ein Vorschlag für ein oberhalb des De Tomaso Pantera angesiedeltes Sportcoupé, das de Tomaso mit Unterstützung des US-amerikanischen Konzerns Ford zu vermarkten hoffte. Eine Serienproduktion kam nicht zustande.

## Hintergrund
Das in Modena ansässige Unternehmen Automobili De Tomaso fertigte, nachdem es zunächst Rennwagen für die Formel 1 konstruiert hatte, seit Mitte der 1960er-Jahre Straßensportwagen. Auf den in 55 Exemplaren produzierten Vallelunga von 1963 folgte drei Jahre später mit dem Mangusta De Tomasos erster Sportwagen, der mit einem großen US-amerikanischen Achtzylindermotor ausgestattet war. Von ihm entstanden in vier Jahren 400 Fahrzeuge. Auf der Suche nach einem größeren Absatzmarkt ging das Unternehmen 1969 eine Verbindung zum Ford-Konzern ein. Im Zusammenhang mit einem größeren Geschäft, das auch die Übernahme des Alejandro de Tomaso gehörenden Karosserieherstellers Ghia umfasste, war Ford bereit, eine überarbeitete, alltagstaugliche Version des Mangusta in großer Stückzahl auf dem US-amerikanischen Markt abzusetzen. De Tomaso entwickelte daraufhin den Mangusta zum Pantera weiter, der eine eigenständige Karosserie und ein verbessertes Fahrwerk hatte, konzeptionell aber weitgehend dem Vorgänger glich. Ford vertrieb den in Italien gebauten Pantera ab 1971 in den USA über das Netz der Lincoln-Mercury-Händler. Das Projekt war zunächst ein Erfolg; bis 1974 konnte Ford mehr als 5000 Panteras absetzen. 
Zu Beginn der 1970er-Jahre bemühte sich de Tomaso um eine Ausweitung der Modellpalette. Dem Pantera stellte das Unternehmen die viertürige Limousine Deauville zur Seite, ein Jahr später erschien das davon abgeleitete Stufenheckcoupé Longchamp. Sie hatten ebenfalls einen Großserienmotor von Ford und eine von Tom Tjaarda entworfene Karosserie. Anders als im Falle des Pantera vertrieb Ford den Deauville und den Longchamp allerdings nicht in den USA; die auf Europa beschränkte Vermarktung führte dazu, dass beide Modellen in 15 Jahren insgesamt nur mittlere dreistellige Produktionszahlen erreichten.
Als Teil der Expansionsbestrebungen erwog De Tomaso auch die Ausweitung der Modellpalette auf ein exklusives Sportcoupé mit Frontmotor, das oberhalb des Pantera angesiedelt sein und mit den Spitzenmodellen von Ferrari und Maserati konkurrieren sollte. 
Erste Entwürfe für die Karosserie gingen auf die mit Alejandro de Tomaso befreundete Mailänder Modedesignerin Giulia Moselli zurück; sie lieferte allerdings nur oberflächliche Skizzen. Die Detailgestaltung verantwortete Tom Tjaarda, der seinerzeit Designchef der Carrozzeria Ghia war. Ghia stellte auch einen Prototyp her, der auf dem Genfer Auto-Salon 1971 öffentlich gezeigt wurde. Bei diesem Prototyp nahm De Tomaso Maseratis Tradition auf, Automodelle nach Winden zu benennen. Das Fließheckcoupé erhielt die Bezeichnung Zonda, die auf einen starken Wind in den argentinischen Anden Bezug nahm. Ford und De Tomaso einigten sich in der Folgezeit nicht über eine Serienfertigung; Ford lehnte einen Import in die USA ab, da der prognostizierte Verkaufspreis von 14.000 $ keine gewinnbringenden Absatzzahlen erwarten ließ. De Tomaso war alleine nicht in der Lage, den Zonda zur Serienreife zu entwickeln. Deshalb wurde das Projekt nicht weiter verfolgt. Der Verbleib des Prototyp ist ungeklärt.

## Modellbeschreibung
Der De Tomaso Zonda hatte eine lang gestreckte Fließheckkarosserie, die in den Proportionen und im Profil deutlich an den von Giorgetto Giugiaro entworfenen Maserati Ghibli erinnerte. Er hatte eine niedrige, lange Motorhaube, eine weit nach hinten verlegte Fahrgastzelle und eine tief abfallende hintere Dachlinie. Wie beim Ghibli, gab es hinter den Türen nur kleine seitliche Fenster. Vorne waren Klappscheinwerfer installiert. Technisch basierte der Zonda auf der Frontmotor-Plattform des De Tomaso Deauville, die allerdings verkürzt war. Als Antrieb war der aus den übrigen De-Tomaso-Modellen bekannte, 5,8 Liter große Achtzylinder-V-Motor von Ford vorgesehen. Nach Darstellung von Tom Tjaarda war der Prototyp nicht fahrbereit und hatte keinen Motor.